# Liste des monuments historiques de l'Indre
Cet article recense les monuments historiques de l'Indre, en France.

## Statistiques
Au 21 juillet 2025, l'Indre compte 305 édifices comportant au moins une protection au titre des monuments historiques, dont 114 sont classés et 210 sont inscrits. Le total des monuments classés et inscrits est supérieur au nombre total de monuments protégés car plusieurs d'entre eux sont à la fois classés et inscrits.

## Liste
- Haut – A
- B
- C
- D
- E
- F
- G
- H
- I
- J
- K
- L
- M
- N
- O
- P
- Q
- R
- S
- T
- U
- V
- W
- X
- Y
- Z

| Monument                                                                             | Commune                                               | Adresse | Coordonnées                      | Notice         | Protection                    | Date                          | Illustration                                                                         |
| ------------------------------------------------------------------------------------ | ----------------------------------------------------- | --- | -------------------------------- | -------------- | ----------------------------- | ----------------------------- | ------------------------------------------------------------------------------------ |
| Église Notre-Dame d'Aigurande                                                        | Aigurande                                             | Rue de l'Église | 46° 26′ 12″ nord, 1° 49′ 56″ est | « PA00097262 » | Inscrit                       | 1926                          | Église Notre-Dame d'Aigurande                                                        |
| Château de la Motte d'Anjoin                                                         | Anjouin                                               | Le Bourg | 47° 11′ 21″ nord, 1° 47′ 59″ est | « PA36000017 » | Inscrit                       | 2006                          | Image manquante Téléverser                                                           |
| Église Saint-Martin d'Anjouin                                                        | Anjouin                                               | Le Bourg | 47° 11′ 24″ nord, 1° 48′ 07″ est | « PA36000016 » | Classé                        | 2008                          | Église Saint-Martin d'Anjouin                                                        |
| Église Saint-Martin d'Ardentes                                                       | Ardentes                                              | Place Stanislas-Limousin Place Saint-Martin                                                                        | 46° 44′ 32″ nord, 1° 49′ 53″ est | « PA00097263 » | Classé                        | 1862                          | Église Saint-Martin d'Ardentes                                                       |
| Chapelle Saint-Benoît d'Argenton-sur-Creuse                                          | Argenton-sur-Creuse                                   | Rue Victor-Hugo | 46° 35′ 10″ nord, 1° 31′ 01″ est | « PA00097264 » | Classé                        | 1944                          | Chapelle Saint-Benoît d'Argenton-sur-Creuse                                          |
| Hôtel de Chevigny                                                                    | Argenton-sur-Creuse                                   | 29 rue Victor-Hugo                                                                                                 | 46° 35′ 12″ nord, 1° 31′ 01″ est | « PA00097266 » | Inscrit                       | 1931                          | Hôtel de Chevigny                                                                    |
| Lycée Rollinat                                                                       | Argenton-sur-Creuse                                   | 62 quai Sainte-Catherine                                                                                           | 46° 35′ 20″ nord, 1° 30′ 43″ est | « PA36000022 » | Inscrit                       | 2008                          | Lycée Rollinat                                                                       |
| Maison                                                                               | Argenton-sur-Creuse                                   | 5 rue des Vieilles-Boucheries                                                                                      | 46° 35′ 13″ nord, 1° 31′ 01″ est | « PA00097265 » | Inscrit                       | 1931                          | Image manquante Téléverser                                                           |
| Château d'Argy                                                                       | Argy                                                  | | 46° 56′ 20″ nord, 1° 26′ 08″ est | « PA00097267 » | Classé                        | 1930                          | Château d'Argy                                                                       |
| Gare d'Argy                                                                          | Argy                                                  | Le Bourg La Bonduaire                                                                                              | 46° 56′ 20″ nord, 1° 26′ 27″ est | « PA00125356 » | Inscrit                       | 1993                          | Gare d'Argy                                                                          |
| Château d'Azay-le-Ferron                                                             | Azay-le-Ferron                                        | Le Château Le Parc                                                                                                 | 46° 51′ 04″ nord, 1° 04′ 12″ est | « PA00097268 » | Classé                        | 1950                          | Château d'Azay-le-Ferron                                                             |
| Église Saint-Nazaire d'Azay-le-Ferron                                                | Azay-le-Ferron                                        | Place de Verdun | 46° 51′ 05″ nord, 1° 04′ 14″ est | « PA00097269 » | Inscrit                       | 1927                          | Église Saint-Nazaire d'Azay-le-Ferron                                                |
| Menhirs de Tréfoux                                                                   | Bagneux                                               | Etang de Tréfoux Les Bruyères                                                                                      | 47° 10′ 26″ nord, 1° 45′ 43″ est | « PA00097271 » | Classé                        | 1889                          | Menhirs de Tréfoux                                                                   |
| Moulin de Venet                                                                      | Bagneux                                               | | 47° 10′ 06″ nord, 1° 47′ 05″ est | « PA36000054 » | Inscrit                       | 2023                          | Image manquante Téléverser                                                           |
| Pierre couverte de Bué                                                               | Bagneux                                               | Bué | 47° 10′ 38″ nord, 1° 46′ 16″ est | « PA00097270 » | Classé                        | 1889                          | Pierre couverte de Bué                                                               |
| Pierre levée de Boisy                                                                | Bagneux                                               | Les Prions | 47° 11′ 12″ nord, 1° 46′ 02″ est | « PA00097272 » | Classé                        | 1889                          | Image manquante Téléverser                                                           |
| Église Saint-Nicolas de Beaulieu                                                     | Beaulieu                                              | Le Bourg | 46° 23′ 12″ nord, 1° 18′ 28″ est | « PA36000005 » | Inscrit                       | 1998                          | Église Saint-Nicolas de Beaulieu                                                     |
| Église Notre-Dame de La Berthenoux                                                   | La Berthenoux                                         | Le Bourg | 46° 39′ 40″ nord, 2° 03′ 40″ est | « PA00097273 » | Classé                        | 1924                          | Église Notre-Dame de La Berthenoux                                                   |
| Tour d'enceinte                                                                      | La Berthenoux                                         | Le Bourg | 46° 39′ 33″ nord, 2° 03′ 46″ est | « PA00097274 » | Inscrit                       | 1972                          | Tour d'enceinte                                                                      |
| Chapelle des Piliers                                                                 | Le Blanc                                              | Rue Sainte-Catherine                                                                                               | 46° 38′ 03″ nord, 1° 03′ 55″ est | « PA00097275 » | Inscrit                       | 1928                          | Image manquante Téléverser                                                           |
| Château-Naillac                                                                      | Le Blanc                                              | | 46° 37′ 44″ nord, 1° 03′ 46″ est | « PA00097276 » | Inscrit                       | 1986                          | Château-Naillac                                                                      |
| Couvent des Augustins du Blanc                                                       | Le Blanc                                              | | 46° 38′ 01″ nord, 1° 03′ 42″ est | « PA00097277 » | Inscrit                       | 1932 1986                     | Couvent des Augustins du Blanc                                                       |
| Crypte de Charasson                                                                  | Le Blanc                                              | Impasse des Charassons                                                                                             | 46° 37′ 42″ nord, 1° 03′ 37″ est | « PA00097278 » | Classé                        | 1928                          | Image manquante Téléverser                                                           |
| Église Saint-Cyran du Blanc                                                          | Le Blanc                                              | | 46° 37′ 45″ nord, 1° 03′ 43″ est | « PA00097279 » | Inscrit                       | 1932                          | Église Saint-Cyran du Blanc                                                          |
| Église Saint-Génitour du Blanc                                                       | Le Blanc                                              | | 46° 38′ 01″ nord, 1° 03′ 41″ est | « PA00097280 » | Classé                        | 1930                          | Église Saint-Génitour du Blanc                                                       |
| Hôtel de Châtillon de Villemorand                                                    | Le Blanc                                              | 24, rue du Docteur-Fardeau                                                                                         | 46° 37′ 41″ nord, 1° 03′ 41″ est | « PA36000035 » | Inscrit                       | 2013                          | Image manquante Téléverser                                                           |
| Maison Hénault                                                                       | Le Blanc                                              | Grande-Rue | 46° 37′ 47″ nord, 1° 03′ 42″ est | « PA00097281 » | Inscrit                       | 1928                          | Maison Hénault                                                                       |
| Château de Bourg-le-Château                                                          | Bommiers                                              | Les Minimes | 46° 48′ 21″ nord, 1° 59′ 14″ est | « PA00097282 » | Inscrit                       | 1930                          | Château de Bourg-le-Château                                                          |
| Église du prieuré Saint-Pierre de Bommiers                                           | Bommiers                                              | Place de la Mairie                                                                                                 | 46° 47′ 44″ nord, 1° 59′ 10″ est | « PA00097283 » | Classé                        | 1921                          | Église du prieuré Saint-Pierre de Bommiers                                           |
| Château de Bouges                                                                    | Bouges-le-Château                                     | Le Bourg Le Parc La Pierre Folle L'Epinaise Les Bulles Crève-Cœur Le Pavillon                                      | 47° 02′ 32″ nord, 1° 40′ 23″ est | « PA00097284 » | Classé                        | 2001                          | Château de Bouges                                                                    |
| Croix de Brives                                                                      | Brives                                                | Place de l'Église                                                                                                  | 46° 53′ 52″ nord, 1° 54′ 42″ est | « PA00097285 » | Classé                        | 1928                          | Image manquante Téléverser                                                           |
| Chapelle aux Bobines                                                                 | Buzançais                                             | Beauvais | 46° 53′ 20″ nord, 1° 23′ 43″ est | « PA00097286 » | Inscrit                       | 1987                          | Image manquante Téléverser                                                           |
| Chapelle Saint-Lazare de Buzançais                                                   | Buzançais                                             | Saint-Lazare | 46° 53′ 52″ nord, 1° 25′ 11″ est | « PA00135293 » | Inscrit                       | 1995                          | Chapelle Saint-Lazare de Buzançais                                                   |
| Pavillon des Ducs                                                                    | Buzançais                                             | 4 place du Général-de-Gaulle                                                                                       | 46° 53′ 19″ nord, 1° 25′ 27″ est | « PA00135294 » | Inscrit                       | 1995                          | Image manquante Téléverser                                                           |
| Château de la Prune-au-Pot                                                           | Ceaulmont                                             | La Prune | 46° 31′ 03″ nord, 1° 33′ 24″ est | « PA00097287 » | Inscrit                       | 2023                          | Château de la Prune-au-Pot                                                           |
| Église Saint-Saturnin de Ceaulmont                                                   | Ceaulmont                                             | Impasse de l'Église                                                                                                | 46° 31′ 53″ nord, 1° 33′ 05″ est | « PA00097288 » | Inscrit                       | 1954                          | Église Saint-Saturnin de Ceaulmont                                                   |
| Église Saint-Christophe-et-Saint-Phalier de Chabris                                  | Chabris                                               | Place de l'Église                                                                                                  | 47° 15′ 19″ nord, 1° 39′ 12″ est | « PA00097289 » | Classé                        | 1910                          | Église Saint-Christophe-et-Saint-Phalier de Chabris                                  |
| Monument aux morts de la Guerre de 1870 de Buzançais                                 | Buzançais                                             | place Victor-Balanant                                                                                              | 46° 53′ 20″ nord, 1° 25′ 15″ est | « PA36000044 » | Inscrit                       | 2020                          | Image manquante Téléverser                                                           |
| Moulin de la Grange                                                                  | Chabris                                               | | 47° 14′ 06″ nord, 1° 40′ 03″ est | « PA36000043 » | Inscrit                       | 2019                          | Image manquante Téléverser                                                           |
| Château de Brosse                                                                    | Chaillac                                              | Brosse Le Château                                                                                                  | 46° 24′ 55″ nord, 1° 19′ 13″ est | « PA00097290 » | Inscrit                       | 1935                          | Château de Brosse                                                                    |
| Église Saint-Pierre de Chaillac                                                      | Chaillac                                              | Place de l'Église                                                                                                  | 46° 26′ 07″ nord, 1° 17′ 57″ est | « PA00097291 » | Inscrit                       | 1989                          | Église Saint-Pierre de Chaillac                                                      |
| Maison forte de la Grange Missé                                                      | Chaillac                                              | La Grange Missé | 46° 25′ 19″ nord, 1° 19′ 52″ est | « PA36000034 » | Inscrit                       | 2012                          | Image manquante Téléverser                                                           |
| Château de la Gâtevine                                                               | Chalais                                               | La Gâtevine | 46° 33′ 13″ nord, 1° 10′ 51″ est | « PA36000025 » | Inscrit                       | 2009                          | Château de la Gâtevine                                                               |
| Église Saint-Léobon de Chalais                                                       | Chalais                                               | Le Bourg | 46° 32′ 12″ nord, 1° 11′ 46″ est | « PA36000021 » | Inscrit                       | 2007                          | Église Saint-Léobon de Chalais                                                       |
| Église Saint-Pierre de Champillet                                                    | Champillet                                            | Le Bourg | 46° 32′ 51″ nord, 2° 06′ 45″ est | « PA00097292 » | Inscrit                       | 1934                          | Église Saint-Pierre de Champillet                                                    |
| Église Saint-Étienne de Chassignolles                                                | Chassignolles                                         | | 46° 32′ 28″ nord, 1° 56′ 22″ est | « PA00097293 » | Classé                        | 1921                          | Église Saint-Étienne de Chassignolles                                                |
| Chambre de commerce et d'industrie de l'Indre                                        | Châteauroux                                           | 22, 24 place Gambetta                                                                                              | 46° 48′ 43″ nord, 1° 41′ 41″ est | « PA36000008 » | Inscrit                       | 2001                          | Chambre de commerce et d'industrie de l'Indre                                        |
| Château du Parc                                                                      | Châteauroux                                           | Avenue François-Mitterrand                                                                                         | 46° 48′ 44″ nord, 1° 40′ 51″ est | « PA36000001 » | Inscrit                       | 1996                          | Château du Parc                                                                      |
| Château Raoul                                                                        | Châteauroux                                           | Place de la Victoire-et-des-Alliés Rue du Château-Raoul                                                            | 46° 48′ 45″ nord, 1° 41′ 10″ est | « PA00097294 » | Inscrit                       | 1927                          | Château Raoul                                                                        |
| Château du Touvent                                                                   | Châteauroux                                           | Touvent | 46° 46′ 50″ nord, 1° 41′ 38″ est | « PA36000037 » | Inscrit                       | 2014                          | Image manquante Téléverser                                                           |
| Couvent des Cordeliers de Châteauroux                                                | Châteauroux                                           | Rue Alain-Fournier                                                                                                 | 46° 48′ 52″ nord, 1° 41′ 40″ est | « PA00097295 » | Classé Inscrit                | 1932 2013                     | Couvent des Cordeliers de Châteauroux                                                |
| Église Notre-Dame de Châteauroux                                                     | Châteauroux                                           | Rue Porte-Neuve | 46° 48′ 39″ nord, 1° 41′ 20″ est | « PA36000023 » | Inscrit                       | 2009                          | Église Notre-Dame de Châteauroux                                                     |
| Église Saint-André de Châteauroux                                                    | Châteauroux                                           | 79B place Voltaire                                                                                                 | 46° 48′ 42″ nord, 1° 41′ 58″ est | « PA36000024 » | Inscrit                       | 2009                          | Église Saint-André de Châteauroux                                                    |
| Église Saint-Martial de Châteauroux                                                  | Châteauroux                                           | Grande-Rue Rue Saint-Martial                                                                                       | 46° 48′ 49″ nord, 1° 41′ 42″ est | « PA00097296 » | Classé                        | 1921                          | Église Saint-Martial de Châteauroux                                                  |
| Hôtel de Condé                                                                       | Châteauroux                                           | 21 rue Dauphine | 46° 48′ 41″ nord, 1° 41′ 26″ est | « PA00097297 » | Inscrit                       | 1975                          | Hôtel de Condé                                                                       |
| Hôtel du maréchal Bertrand                                                           | Châteauroux                                           | Rue Dorée Rue Brétine Descente des Cordeliers                                                                      | 46° 48′ 49″ nord, 1° 41′ 39″ est | « PA00097298 » | Inscrit                       | 1944                          | Hôtel du maréchal Bertrand                                                           |
| Hôtel Perrichon                                                                      | Châteauroux                                           | 1 rue Claude-Pinette                                                                                               | 46° 48′ 31″ nord, 1° 41′ 21″ est | « PA00097299 » | Inscrit                       | 1970                          | Image manquante Téléverser                                                           |
| Immeuble                                                                             | Châteauroux                                           | 12 rue de la Gare Rue Ledru-Rollin                                                                                 | 46° 48′ 41″ nord, 1° 41′ 44″ est | « PA36000004 » | Inscrit                       | 1997                          | Immeuble                                                                             |
| Maison                                                                               | Châteauroux                                           | 50, 52, 54, 56, 58 rue de la Gare                                                                                  | 46° 48′ 38″ nord, 1° 41′ 51″ est | « PA36000003 » | Classé                        | 1999                          | Maison                                                                               |
| Maison                                                                               | Châteauroux                                           | 72 rue de la Gare                                                                                                  | 46° 48′ 37″ nord, 1° 41′ 54″ est | « PA36000002 » | Classé                        | 1999                          | Maison                                                                               |
| Maison du Peuple                                                                     | Châteauroux                                           | 15 rue de la République                                                                                            | 46° 48′ 36″ nord, 1° 41′ 26″ est | « PA36000009 » | Inscrit                       | 2001                          | Image manquante Téléverser                                                           |
| Monument aux morts de la guerre 1914-1918                                            | Châteauroux                                           | 2 bis place de la Victoire et des Alliés                                                                           | 46° 48′ 43″ nord, 1° 41′ 13″ est | « PA36000052 » | Inscrit                       | 2021                          | Image manquante Téléverser                                                           |
| Monument aux morts de la guerre de 1914-1918                                         | Châteauroux                                           | place La-Fayette                                                                                                   | 46° 48′ 50″ nord, 1° 41′ 48″ est | « PA36000045 » | Inscrit                       | 2020                          | Image manquante Téléverser                                                           |
| Porte de Châteauroux                                                                 | Châteauroux                                           | 2bis rue de la Vieille-Prison                                                                                      | 46° 48′ 46″ nord, 1° 41′ 20″ est | « PA00097300 » | Inscrit                       | 1973                          | Porte de Châteauroux                                                                 |
| Château de Pouzieux                                                                  | Châtillon-sur-Indre                                   | Pouzieux | 46° 58′ 17″ nord, 1° 10′ 05″ est | « PA00097302 » | Inscrit                       | 1932                          | Château de Pouzieux                                                                  |
| Église Notre-Dame de Châtillon-sur-Indre                                             | Châtillon-sur-Indre                                   | | 46° 59′ 16″ nord, 1° 10′ 30″ est | « PA00097303 » | Classé                        | 1862                          | Église Notre-Dame de Châtillon-sur-Indre                                             |
| Ensemble castral de Châtillon-sur-Indre                                              | Châtillon-sur-Indre                                   | Place du Vieux Château                                                                                             | 46° 59′ 11″ nord, 1° 10′ 28″ est | « PA00097301 » | Inscrit Classé                | 1999 2002 2008 2009 2011      | Ensemble castral de Châtillon-sur-Indre                                              |
| Hôtel dit des Rois ou d'Henri III                                                    | Châtillon-sur-Indre                                   | 9 rue du Nord | 46° 59′ 14″ nord, 1° 10′ 27″ est | « PA36000007 » | Inscrit                       | 1999                          | Hôtel dit des Rois ou d'Henri III                                                    |
| Hôtel Pellerin                                                                       | Châtillon-sur-Indre                                   | 73, 73bis, 73ter, 75 rue Grande                                                                                    | 46° 59′ 04″ nord, 1° 10′ 25″ est | « PA36000006 » | Inscrit                       | 1999                          | Hôtel Pellerin                                                                       |
| Immeuble                                                                             | Châtillon-sur-Indre                                   | 38 rue Isorée | 46° 59′ 12″ nord, 1° 10′ 27″ est | « PA00097304 » | Inscrit                       | 1987                          | Immeuble                                                                             |
| Maison du Bailli                                                                     | Châtillon-sur-Indre                                   | Saint-Martin | 46° 59′ 17″ nord, 1° 11′ 15″ est | « PA00097305 » | Inscrit                       | 1981                          | Image manquante Téléverser                                                           |
| Monument aux morts de la guerre 1914-1918 de Châtillon-sur-Indre                     | Châtillon-sur-Indre                                   | place de la Libération                                                                                             | 46° 59′ 08″ nord, 1° 10′ 27″ est | « PA36000051 » | Inscrit                       | 2021                          | Image manquante Téléverser                                                           |
| Hôtel de Crémille                                                                    | Châtillon-sur-Indre                                   | 17 rue du Nord | 46° 59′ 14″ nord, 1° 10′ 28″ est | « PA36000018 » | Inscrit                       | 2006                          | Hôtel de Crémille                                                                    |
| Tour de César                                                                        | Châtillon-sur-Indre                                   | 1, 2, 3, 4, 5, 6, 7, 8, 9, 11 place du Vieux Château 38 rue Isorée 8 place du Marché 1, 3, 5, 7 place du Lion-d'Or | 46° 59′ 12″ nord, 1° 10′ 29″ est | « PA00097306 » | Classé                        | 1909                          | Tour de César                                                                        |
| Auberge de Notre-Dame                                                                | La Châtre                                             | 4 place Notre-Dame                                                                                                 | 46° 34′ 45″ nord, 1° 59′ 18″ est | « PA00097307 » | Classé                        | 1925                          | Auberge de Notre-Dame                                                                |
| Château de La Châtre                                                                 | La Châtre                                             | Rue Venôse | 46° 34′ 55″ nord, 1° 59′ 24″ est | « PA00097309 » | Inscrit                       | 1927                          | Château de La Châtre                                                                 |
| Couvent des Carmes de La Châtre                                                      | La Châtre                                             | Place de l'Hôtel de Ville                                                                                          | 46° 34′ 54″ nord, 1° 59′ 11″ est | « PA00097310 » | Inscrit                       | 1928                          | Couvent des Carmes de La Châtre                                                      |
| Chapelle-fontaine Sainte-Radegonde dite la Grand Font                                | La Châtre                                             | Rue de la Fontaine                                                                                                 | 46° 34′ 56″ nord, 1° 59′ 26″ est | « PA00097308 » | Inscrit                       | 1925                          | Chapelle-fontaine Sainte-Radegonde dite la Grand Font                                |
| Maison à pans de bois de La Châtre                                                   | La Châtre                                             | 4 place Laisnel-de-la-Salle Rue Nationale                                                                          | 46° 34′ 55″ nord, 1° 59′ 15″ est | « PA00097313 » | Inscrit                       | 1926                          | Maison à pans de bois de La Châtre                                                   |
| Porte gothique de la maison à pan de bois                                            | La Châtre                                             | 4 place Laisnel-de-la-Salle                                                                                        | 46° 34′ 55″ nord, 1° 59′ 15″ est | « PA00097311 » | Inscrit                       | 1926                          | Porte gothique de la maison à pan de bois                                            |
| Maison du XVe siècle                                                                 | La Châtre                                             | 6 rue du Marché | 46° 34′ 51″ nord, 1° 59′ 13″ est | « PA00097312 » | Inscrit                       | 1926                          | Maison du XVe siècle                                                                 |
| Maison Pointue                                                                       | La Châtre                                             | 30 place du Marché                                                                                                 | 46° 34′ 48″ nord, 1° 59′ 17″ est | « PA00097314 » | Inscrit                       | 1926                          | Maison Pointue                                                                       |
| Pont aux Laies                                                                       | La Châtre                                             | Rue du Pont-aux-Laies                                                                                              | 46° 34′ 47″ nord, 1° 59′ 30″ est | « PA00097315 » | Inscrit                       | 1935                          | Pont aux Laies                                                                       |
| Puits gothique                                                                       | La Châtre                                             | 2 place du Docteur-Vergne Rue Notre-Dame Rue de l'Enfer                                                            | 46° 34′ 50″ nord, 1° 59′ 17″ est | « PA00097316 » | Classé                        | 1928 1930                     | Puits gothique                                                                       |
| Chaussée de l'Étang de La Châtre-Langlin et de Saint-Benoît-du-Sault                 | La Châtre-Langlin également sur Saint-Benoît-du-Sault | RD 1 | 46° 26′ 16″ nord, 1° 23′ 20″ est | « PA36000028 » | Classé                        | 2011                          | Image manquante Téléverser                                                           |
| Dolmen de Passe-Bonneau                                                              | La Châtre-Langlin                                     | Les Essarts Le Champ du Dolmen                                                                                     | 46° 25′ 32″ nord, 1° 22′ 34″ est | « PA00097317 » | Classé                        | 1889                          | Dolmen de Passe-Bonneau                                                              |
| Le monument aux morts de la guerre de 1914-1918 de La Châtre                         | La Châtre                                             | place de la République                                                                                             | 46° 34′ 47″ nord, 1° 59′ 09″ est | « PA36000048 » | Inscrit                       | 2020                          | Image manquante Téléverser                                                           |
| Église Saint-André de Chavin                                                         | Chavin                                                | Le Bourg | 46° 33′ 40″ nord, 1° 36′ 41″ est | « PA00097318 » | Inscrit                       | 1956                          | Église Saint-André de Chavin                                                         |
| Château de Chazelet                                                                  | Chazelet                                              | Le Bourg | 46° 30′ 28″ nord, 1° 26′ 25″ est | « PA00097319 » | Inscrit                       | 1927                          | Château de Chazelet                                                                  |
| Église Saint-Jean-Baptiste de Chazelet                                               | Chazelet                                              | Le Bourg Place du Château                                                                                          | 46° 30′ 31″ nord, 1° 26′ 28″ est | « PA00097320 » | Inscrit                       | 1984                          | Église Saint-Jean-Baptiste de Chazelet                                               |
| Église Saint-Martin de Chouday                                                       | Chouday                                               | | 46° 54′ 39″ nord, 2° 03′ 53″ est | « PA00097321 » | Classé                        | 1914                          | Image manquante Téléverser                                                           |
| Château de Romefort                                                                  | Ciron                                                 | | 46° 37′ 20″ nord, 1° 14′ 15″ est | « PA00097322 » | Inscrit Classé                | 1993 1994                     | Château de Romefort                                                                  |
| Dolmen de Sénevaut et cromlech de Sénevaut                                           | Ciron                                                 | | 46° 39′ 50″ nord, 1° 15′ 26″ est | « PA00097323 » | Classé                        | 1889                          | Image manquante Téléverser                                                           |
| Lanterne des morts de Ciron                                                          | Ciron                                                 | | 46° 37′ 41″ nord, 1° 14′ 43″ est | « PA00097324 » | Classé                        | 1862                          | Lanterne des morts de Ciron                                                          |
| Maison forte de la Boissière                                                         | Ciron                                                 | La Boissière | 46° 37′ 20″ nord, 1° 12′ 58″ est | « PA36000015 » | Inscrit                       | 2004                          | Image manquante Téléverser                                                           |
| Monument aux aéronautes Théodore Sivel, Joseph-Eustache et Crocé-Spinelli            | Ciron                                                 | Rue de l'Église-Saint-Georges                                                                                      | 46° 37′ 45″ nord, 1° 14′ 43″ est | « PA36000041 » | Inscrit                       | 2017                          | Image manquante Téléverser                                                           |
| Château de l'Isle-Savary                                                             | Clion                                                 | | 46° 57′ 01″ nord, 1° 14′ 21″ est | « PA00097326 » | Inscrit Classé                | 1925 1932                     | Château de l'Isle-Savary                                                             |
| Église Sainte-Colombe de Clion                                                       | Clion                                                 | | 46° 56′ 30″ nord, 1° 13′ 59″ est | « PA00097325 » | Inscrit                       | 1956                          | Église Sainte-Colombe de Clion                                                       |
| Manoir du Marteau                                                                    | Clion                                                 | | 46° 56′ 09″ nord, 1° 14′ 45″ est | « PA00097327 » | Inscrit                       | 1972                          | Image manquante Téléverser                                                           |
| Château de Cluis-Dessous                                                             | Cluis                                                 | | 46° 32′ 38″ nord, 1° 45′ 00″ est | « PA00097328 » | Inscrit                       | 1935                          | Château de Cluis-Dessous                                                             |
| Église Saint-Paxent de Cluis                                                         | Cluis                                                 | | 46° 32′ 41″ nord, 1° 44′ 59″ est | « PA00097329 » | Inscrit                       | 1927                          | Église Saint-Paxent de Cluis                                                         |
| Manoir de Cluis-Dessus                                                               | Cluis                                                 | 12 rue du Château                                                                                                  | 46° 32′ 38″ nord, 1° 45′ 00″ est | « PA00097330 » | Inscrit                       | 1928                          | Manoir de Cluis-Dessus                                                               |
| Viaduc de l’Auzon                                                                    | Cluis                                                 | | 46° 32′ 34″ nord, 1° 43′ 54″ est | « PA36000053 » | Inscrit                       | 2023                          | Viaduc de l’Auzon                                                                    |
| Château de Forges                                                                    | Concremiers                                           | Les Forges | 46° 35′ 30″ nord, 1° 00′ 11″ est | « PA00097331 » | Classé                        | 1964                          | Château de Forges                                                                    |
| Église de Crevant                                                                    | Crevant                                               | Place de l'Église                                                                                                  | 46° 29′ 11″ nord, 1° 56′ 56″ est | « PA00097332 » | Inscrit                       | 1926                          | Église de Crevant                                                                    |
| Croix de cimetière de Crozon-sur-Vauvre                                              | Crozon-sur-Vauvre                                     | | 46° 29′ 32″ nord, 1° 52′ 21″ est | « PA00097333 » | Inscrit                       | 1926                          | Image manquante Téléverser                                                           |
| Château de Châteaubrun                                                               | Cuzion                                                | | 46° 28′ 02″ nord, 1° 36′ 12″ est | « PA00097334 » | Inscrit                       | 1926                          | Château de Châteaubrun                                                               |
| Abbaye de Déols                                                                      | Déols                                                 | | 46° 49′ 33″ nord, 1° 42′ 04″ est | « PA00097335 » | Classé Inscrit Classé Inscrit | 1862 1928 1929 1938 1951 2015 | Abbaye de Déols                                                                      |
| Église Saint-Étienne de Déols                                                        | Déols                                                 | Place Carnot | 46° 49′ 40″ nord, 1° 42′ 16″ est | « PA00097336 » | Inscrit                       | 1947                          | Église Saint-Étienne de Déols                                                        |
| Église Saint-Germain de Déols                                                        | Déols                                                 | Rue Kléber ; impasse Kléber ; rue Victor-Hugo ; route d'Issoudun                                                   | 46° 49′ 35″ nord, 1° 42′ 07″ est | « PA36000031 » | Inscrit                       | 2011                          | Image manquante Téléverser                                                           |
| Maison                                                                               | Déols                                                 | 31 rue du Pont-Perrin                                                                                              | 46° 49′ 34″ nord, 1° 42′ 00″ est | « PA00097337 » | Inscrit                       | 1935                          | Image manquante Téléverser                                                           |
| Vestiges du Pont Perrin                                                              | Déols également sur Châteauroux                       | | 46° 49′ 30″ nord, 1° 41′ 54″ est | « PA36000033 » | Inscrit                       | 2011                          | Image manquante Téléverser                                                           |
| Porte de Déols                                                                       | Déols                                                 | | 46° 49′ 38″ nord, 1° 42′ 09″ est | « PA00097339 » | Inscrit Classé                | 1927 1931                     | Porte de Déols                                                                       |
| Porte du pont Perrin                                                                 | Déols                                                 | Rue du Pont-Perrin                                                                                                 | 46° 49′ 31″ nord, 1° 41′ 56″ est | « PA36000032 » | Inscrit                       | 2011                          | Porte du pont Perrin                                                                 |
| Usine Marcel Bloch                                                                   | Déols                                                 | | 46° 51′ 18″ nord, 1° 42′ 51″ est | « PA00097493 » | Inscrit                       | 1991 1992                     | Usine Marcel Bloch                                                                   |
| Église Saint-Ambroix de Douadic                                                      | Douadic                                               | | 46° 42′ 19″ nord, 1° 06′ 42″ est | « PA00097340 » | Classé                        | 1914                          | Église Saint-Ambroix de Douadic                                                      |
| Chapelle de Vouhet                                                                   | Dunet                                                 | | 46° 29′ 04″ nord, 1° 16′ 50″ est | « PA00097342 » | Inscrit                       | 1928                          | Chapelle de Vouhet                                                                   |
| Église Saint-Martial de Dunet                                                        | Dunet                                                 | | 46° 28′ 07″ nord, 1° 17′ 28″ est | « PA00097343 » | Inscrit                       | 1930                          | Église Saint-Martial de Dunet                                                        |
| Prieuré Saint-Vincent                                                                | Dun-le-Poëlier                                        | Coulommiers | 47° 12′ 14″ nord, 1° 45′ 11″ est | « PA00097341 » | Inscrit                       | 1984 2006                     | Prieuré Saint-Vincent                                                                |
| Église Notre-Dame d'Écueillé                                                         | Écueillé                                              | 62 rue de la Vieille Église                                                                                        | 47° 05′ 10″ nord, 1° 20′ 55″ est | « PA00097344 » | Classé                        | 1987                          | Église Notre-Dame d'Écueillé                                                         |
| Gare d'Écueillé                                                                      | Écueillé                                              | Les Brandes de la Ferrière Le Patureau La Ferrière Les Noues de la Ferrière Pré de Quincampoix Avenue de la Gare   | 47° 04′ 48″ nord, 1° 21′ 27″ est | « PA00125357 » | Inscrit                       | 1993                          | Gare d'Écueillé                                                                      |
| Château d'Éguzon-Chantôme                                                            | Éguzon-Chantôme                                       | | 46° 26′ 32″ nord, 1° 34′ 54″ est | « PA00097345 » | Inscrit                       | 1974                          | Image manquante Téléverser                                                           |
| Monument aux morts de la guerre de 1914-1918 de Eguzon-Chantôme                      | Eguzon-Chantôme                                       | place de la République                                                                                             | 46° 26′ 32″ nord, 1° 34′ 58″ est | « PA36000046 » | Inscrit                       | 2020                          | Image manquante Téléverser                                                           |
| Église Notre-Dame de Faverolles                                                      | Faverolles-en-Berry                                   | | 47° 10′ 17″ nord, 1° 24′ 37″ est | « PA00097346 » | Classé                        | 1930                          | Image manquante Téléverser                                                           |
| Église Saint-Étienne de Fontenay                                                     | Fontenay                                              | Le Bourg | 47° 03′ 36″ nord, 1° 44′ 42″ est | « PA36000014 » | Classé                        | 2005                          | Église Saint-Étienne de Fontenay                                                     |
| Abbaye Notre-Dame de Fontgombault                                                    | Fontgombault                                          | | 46° 40′ 37″ nord, 0° 58′ 43″ est | « PA00097347 » | Classé Inscrit                | 1862 1934                     | Abbaye Notre-Dame de Fontgombault                                                    |
| Abbaye de Varennes                                                                   | Fougerolles                                           | Varennes | 46° 35′ 08″ nord, 1° 52′ 00″ est | « PA00097348 » | Inscrit Classé                | 1993 1994                     | Abbaye de Varennes                                                                   |
| Croix de Fougerolles                                                                 | Fougerolles                                           | Place de l'Église                                                                                                  | 46° 33′ 48″ nord, 1° 52′ 00″ est | « PA00097349 » | Classé                        | 1922                          | Croix de Fougerolles                                                                 |
| Abbaye Saint-Pierre du Landais                                                       | Frédille                                              | Le Landais | 47° 00′ 29″ nord, 1° 29′ 09″ est | « PA00097350 » | Inscrit Classé                | 1991 2004                     | Abbaye Saint-Pierre du Landais                                                       |
| Château de Gargilesse-Dampierre                                                      | Gargilesse-Dampierre                                  | Gargilesse | 46° 30′ 47″ nord, 1° 35′ 48″ est | « PA00097351 » | Classé Inscrit                | 1942 1986                     | Château de Gargilesse-Dampierre                                                      |
| Église Saint-Laurent-et-Notre-Dame de Gargilesse-Dampierre                           | Gargilesse-Dampierre                                  | Gargilesse | 46° 30′ 45″ nord, 1° 35′ 48″ est | « PA00097352 » | Classé                        | 1840                          | Église Saint-Laurent-et-Notre-Dame de Gargilesse-Dampierre                           |
| Église Saint-Pierre de Dampierre                                                     | Gargilesse-Dampierre                                  | Dampierre | 46° 30′ 34″ nord, 1° 37′ 28″ est | « PA00097353 » | Inscrit                       | 1932                          | Église Saint-Pierre de Dampierre                                                     |
| Maison de George Sand                                                                | Gargilesse-Dampierre                                  | | 46° 30′ 47″ nord, 1° 35′ 45″ est | « PA00097354 » | Classé                        | 1929                          | Maison de George Sand                                                                |
| Gare d'Heugnes                                                                       | Heugnes                                               | | 47° 00′ 53″ nord, 1° 24′ 50″ est | « PA00125358 » | Inscrit                       | 1993                          | Gare d'Heugnes                                                                       |
| Château d'Ingrandes                                                                  | Ingrandes                                             | | 46° 35′ 50″ nord, 0° 57′ 45″ est | « PA00097355 » | Inscrit                       | 2020                          | Château d'Ingrandes                                                                  |
| Maison de la Croix Blanche                                                           | Ingrandes                                             | La Croix Blanche                                                                                                   | 46° 35′ 38″ nord, 0° 57′ 41″ est | « PA00097496 » | Inscrit                       | 1991 2019                     | Maison de la Croix Blanche                                                           |
| Château de Frapesle                                                                  | Issoudun                                              | | 46° 56′ 54″ nord, 1° 58′ 27″ est | « PA00125359 » | Inscrit                       | 1993                          | Château de Frapesle                                                                  |
| Couvent de la Visitation d'Issoudun                                                  | Issoudun                                              | 45 place de la Chaume                                                                                              | 46° 56′ 57″ nord, 2° 00′ 00″ est | « PA00097356 » | Inscrit                       | 1948                          | Image manquante Téléverser                                                           |
| Église Saint-Cyr d'Issoudun                                                          | Issoudun                                              | | 46° 56′ 54″ nord, 1° 59′ 32″ est | « PA00097357 » | Classé Inscrit                | 1930 1931                     | Église Saint-Cyr d'Issoudun                                                          |
| Hôtel-Dieu d'Issoudun                                                                | Issoudun                                              | Rue de l'Hospice Saint-Roch                                                                                        | 46° 56′ 42″ nord, 1° 59′ 36″ est | « PA00097358 » | Classé                        | 1965                          | Hôtel-Dieu d'Issoudun                                                                |
| Immeuble                                                                             | Issoudun                                              | 46, 48 rue de Montélimart                                                                                          | 46° 56′ 55″ nord, 1° 59′ 37″ est | « PA00097359 » | Inscrit                       | 1987                          | Image manquante Téléverser                                                           |
| Maison                                                                               | Issoudun                                              | 10 rue Foulerie | 46° 56′ 52″ nord, 1° 59′ 28″ est | « PA00097360 » | Inscrit                       | 1967                          | Image manquante Téléverser                                                           |
| Maison                                                                               | Issoudun                                              | 12 rue Foulerie | 46° 56′ 52″ nord, 1° 59′ 28″ est | « PA00097361 » | Inscrit                       | 1967                          | Image manquante Téléverser                                                           |
| Maison                                                                               | Issoudun                                              | 2 place Saint-Cyr                                                                                                  | 46° 56′ 54″ nord, 1° 59′ 29″ est | « PA00097362 » | Inscrit                       | 1963                          | Image manquante Téléverser                                                           |
| Monument aux morts de la guerre de 1870-1871 d'Issoudun                              | Issoudun                                              | Sacré-Coeur (place du)                                                                                             | 46° 57′ 03″ nord, 1° 59′ 40″ est | « PA36000047 » | Inscrit MH                    | 2020                          | Image manquante Téléverser                                                           |
| Porte dite de l'Horloge                                                              | Issoudun                                              | Place du 10-Juin                                                                                                   | 46° 56′ 55″ nord, 1° 59′ 25″ est | « PA00097363 » | Classé                        | 1916                          | Porte dite de l'Horloge                                                              |
| Rempart médiéval de l'îlot Villatte                                                  | Issoudun                                              | | 46° 56′ 42″ nord, 1° 59′ 42″ est | « PA00097364 » | Inscrit                       | 1986                          | Image manquante Téléverser                                                           |
| Tour Blanche                                                                         | Issoudun                                              | Impasse de la Tour Blanche                                                                                         | 46° 56′ 52″ nord, 1° 59′ 23″ est | « PA00097365 » | Classé                        | 1840                          | Tour Blanche                                                                         |
| Église Saint-Martin de Lacs                                                          | Lacs                                                  | | 46° 35′ 06″ nord, 2° 01′ 35″ est | « PA00097366 » | Classé                        | 1922                          | Église Saint-Martin de Lacs                                                          |
| Prieuré de Cosnay                                                                    | Lacs                                                  | Cosnay | 46° 36′ 05″ nord, 2° 03′ 08″ est | « PA36000013 » | Inscrit                       | 2003                          | Prieuré de Cosnay                                                                    |
| Château de Levroux                                                                   | Levroux                                               | | 46° 59′ 10″ nord, 1° 36′ 28″ est | « PA00097367 » | Inscrit                       | 1927                          | Château de Levroux                                                                   |
| Église Saint-Sylvain de Levroux                                                      | Levroux                                               | | 46° 58′ 47″ nord, 1° 36′ 51″ est | « PA00097368 » | Classé                        | 1840                          | Église Saint-Sylvain de Levroux                                                      |
| Statue « Le berger allongé » dite aussi « Le berger couché sur le ventre »           | Levroux                                               | Place de l'Hôtel-de-Ville                                                                                          | 46° 58′ 46″ nord, 1° 36′ 51″ est | « PA36000042 » | Inscrit                       | 2017                          | Statue « Le berger allongé » dite aussi « Le berger couché sur le ventre »           |
| Maison Saint-Jacques                                                                 | Levroux                                               | Place Victor-Hugo Rue Gabatum                                                                                      | 46° 58′ 47″ nord, 1° 36′ 43″ est | « PA00097369 » | Inscrit                       | 1922                          | Maison Saint-Jacques                                                                 |
| monument aux morts de la guerre 1914-1918 de Levroux                                 | Levroux                                               | place de la République                                                                                             | 46° 58′ 43″ nord, 1° 36′ 42″ est | « PA36000050 » | Inscrit                       | 2020                          | Image manquante Téléverser                                                           |
| Porte de Champagne                                                                   | Levroux                                               | Rue de Champagne                                                                                                   | 46° 58′ 43″ nord, 1° 36′ 50″ est | « PA00097370 » | Classé                        | 1944                          | Porte de Champagne                                                                   |
| Abbaye du Landais                                                                    | Levroux (Saint-Martin-de-Lamps)                       | Le Landais | 47° 00′ 23″ nord, 1° 29′ 34″ est | « PA00097497 » | Inscrit Classé                | 1991 2004                     | Image manquante Téléverser                                                           |
| Château-Guillaume                                                                    | Lignac                                                | Châteauguillaume                                                                                                   | 46° 28′ 50″ nord, 1° 11′ 29″ est | « PA00097371 » | Classé                        | 1862                          | Château-Guillaume                                                                    |
| Dolmen de Liniez                                                                     | Liniez                                                | | 47° 01′ 40″ nord, 1° 45′ 32″ est | « PA00097372 » | Classé                        | 1927                          | Dolmen de Liniez                                                                     |
| Église Saint-Martin de Liniez                                                        | Liniez                                                | | 47° 01′ 26″ nord, 1° 45′ 07″ est | « PA00097373 » | Inscrit                       | 1928                          | Église Saint-Martin de Liniez                                                        |
| Tumulus de Liniez                                                                    | Liniez                                                | | 47° 02′ 10″ nord, 1° 45′ 57″ est | « PA00097374 » | Classé                        | 1927                          | Image manquante Téléverser                                                           |
| Château du Plaix-Joliet                                                              | Lourdoueix-Saint-Michel                               | | 46° 24′ 14″ nord, 1° 43′ 52″ est | « PA00097375 » | Inscrit                       | 1988                          | Image manquante Téléverser                                                           |
| Église de Lourdoueix-Saint-Michel                                                    | Lourdoueix-Saint-Michel                               | | 46° 25′ 33″ nord, 1° 43′ 45″ est | « PA00097377 » | Classé Inscrit                | 1912 1932                     | Église de Lourdoueix-Saint-Michel                                                    |
| Château d'Ars                                                                        | Lourouer-Saint-Laurent                                | | 46° 36′ 09″ nord, 2° 00′ 16″ est | « PA00097378 » | Inscrit                       | 1926                          | Château d'Ars                                                                        |
| Église Saint-Laurent de Lourouer-Saint-Laurent                                       | Lourouer-Saint-Laurent                                | | 46° 37′ 24″ nord, 2° 00′ 46″ est | « PA00097379 » | Classé                        | 1987                          | Église Saint-Laurent de Lourouer-Saint-Laurent                                       |
| Château du Coudray                                                                   | Luçay-le-Libre                                        | Le Coudray | 47° 05′ 08″ nord, 1° 54′ 18″ est | « PA00097380 » | Inscrit                       | 1978                          | Image manquante Téléverser                                                           |
| Château de Luçay-le-Mâle                                                             | Luçay-le-Mâle                                         | | 47° 07′ 41″ nord, 1° 26′ 44″ est | « PA00097381 » | Inscrit                       | 1932                          | Image manquante Téléverser                                                           |
| Gare de Luçay-le-Mâle                                                                | Luçay-le-Mâle                                         | | 47° 07′ 59″ nord, 1° 26′ 10″ est | « PA00125360 » | Inscrit                       | 1993                          | Gare de Luçay-le-Mâle                                                                |
| Manoir de la Foulquetière                                                            | Luçay-le-Mâle                                         | | 47° 06′ 24″ nord, 1° 24′ 15″ est | « PA00097382 » | Inscrit                       | 1978                          | Image manquante Téléverser                                                           |
| Château de Lurais                                                                    | Lurais                                                | | 46° 42′ 19″ nord, 0° 57′ 07″ est | « PA00097383 » | Inscrit                       | 1987                          | Château de Lurais                                                                    |
| Château de Monteneaux                                                                | Lurais                                                | | 46° 40′ 45″ nord, 0° 54′ 17″ est | « PA00097494 » | Inscrit                       | 1991                          | Image manquante Téléverser                                                           |
| Église Saint-Jean de Lurais                                                          | Lurais                                                | | 46° 42′ 18″ nord, 0° 57′ 06″ est | « PA00097384 » | Inscrit                       | 1987                          | Église Saint-Jean de Lurais                                                          |
| Abbaye de Loudieu                                                                    | Luzeret                                               | | 46° 31′ 42″ nord, 1° 21′ 40″ est | « PA00097385 » | Inscrit                       | 1932                          | Abbaye de Loudieu                                                                    |
| Commanderie de Luzeret                                                               | Luzeret                                               | | 46° 32′ 32″ nord, 1° 23′ 29″ est | « PA00097386 » | Inscrit                       | 1929                          | Commanderie de Luzeret                                                               |
| Église Notre-Dame de Lye                                                             | Lye                                                   | Le Bourg | 47° 13′ 37″ nord, 1° 28′ 22″ est | « PA00097387 » | Inscrit                       | 1952 1998                     | Église Notre-Dame de Lye                                                             |
| Château de Lys-Saint-Georges                                                         | Lys-Saint-Georges                                     | | 46° 38′ 29″ nord, 1° 49′ 24″ est | « PA00097388 » | Inscrit                       | 2022                          | Château de Lys-Saint-Georges                                                         |
| Église Saint-Georges de Lys-Saint-Georges                                            | Lys-Saint-Georges                                     | | 46° 38′ 28″ nord, 1° 49′ 20″ est | « PA00097389 » | Inscrit                       | 1951                          | Église Saint-Georges de Lys-Saint-Georges                                            |
| Prieuré Saint-Michel                                                                 | Le Magny                                              | Rue du Prieuré | 46° 33′ 58″ nord, 1° 57′ 39″ est | « PA00097390 » | Inscrit                       | 1932 2008                     | Prieuré Saint-Michel                                                                 |
| Prieuré de Notz-l'Abbé                                                               | Martizay                                              | Notz-l'Abbé | 46° 48′ 40″ nord, 1° 00′ 44″ est | « PA00097391 » | Classé                        | 1987                          | Prieuré de Notz-l'Abbé                                                               |
| Maison-forte de Villiers                                                             | Mauvières                                             | Villiers | 46° 35′ 39″ nord, 1° 04′ 26″ est | « PA00097499 » | Inscrit Classé                | 1992 1994                     | Image manquante Téléverser                                                           |
| Abbatiale Saint-Pierre de Méobecq                                                    | Méobecq                                               | Le Bourg Rue du Portail                                                                                            | 46° 44′ 13″ nord, 1° 24′ 43″ est | « PA00097392 » | Classé Inscrit                | 1840 1994                     | Abbatiale Saint-Pierre de Méobecq                                                    |
| Château de Plaincourault                                                             | Mérigny                                               | Plaincourault | 46° 36′ 46″ nord, 0° 56′ 58″ est | « PA00097393 » | Classé                        | 1944                          | Château de Plaincourault                                                             |
| Prieuré de Puychevrier                                                               | Mérigny                                               | | 46° 36′ 41″ nord, 0° 56′ 23″ est | « PA00097394 » | Classé                        | 1979                          | Image manquante Téléverser                                                           |
| Château de Mézières-en-Brenne                                                        | Mézières-en-Brenne                                    | Rue du Château | 46° 49′ 11″ nord, 1° 12′ 32″ est | « PA00097395 » | Inscrit                       | 1987                          | Image manquante Téléverser                                                           |
| Église Sainte-Marie-Madeleine de Mézières-en-Brenne                                  | Mézières-en-Brenne                                    | | 46° 49′ 11″ nord, 1° 12′ 46″ est | « PA00097396 » | Classé                        | 1862                          | Église Sainte-Marie-Madeleine de Mézières-en-Brenne                                  |
| Porte de Mézières-en-Brenne                                                          | Mézières-en-Brenne                                    | Rue du Nord | 46° 49′ 13″ nord, 1° 12′ 33″ est | « PA00097397 » | Inscrit                       | 1972 1997                     | Image manquante Téléverser                                                           |
| Métairie de l'Ebeaupin                                                               | Mézières-en-Brenne                                    | | 46° 50′ 56″ nord, 1° 12′ 32″ est | « PA36000038 » | Inscrit                       | 2014                          | Image manquante Téléverser                                                           |
| Pierre à la Marte                                                                    | Montchevrier                                          | La Pierre-à-la-Marthe                                                                                              | 46° 29′ 05″ nord, 1° 43′ 06″ est | « PA00097398 » | Classé                        | 1862                          | Pierre à la Marte                                                                    |
| Monument au pilote d’avion et de course automobile André Boillot                     | Montgivray                                            | côte d'Ars | 46° 36′ 01″ nord, 2° 00′ 00″ est | « PA36000040 » | Inscrit                       | 2017                          | Image manquante Téléverser                                                           |
| Croix de Montipouret                                                                 | Montipouret                                           | | 46° 38′ 58″ nord, 1° 54′ 04″ est | « PA00097399 » | Classé                        | 1922                          | Croix de Montipouret                                                                 |
| Église Saint-Martin de Montipouret                                                   | Montipouret                                           | | 46° 38′ 58″ nord, 1° 54′ 02″ est | « PA00097400 » | Classé                        | 1922                          | Église Saint-Martin de Montipouret                                                   |
| Église Saint-Pierre de Montlevicq                                                    | Montlevicq                                            | | 46° 34′ 36″ nord, 2° 04′ 08″ est | « PA00097401 » | Inscrit                       | 1930                          | Église Saint-Pierre de Montlevicq                                                    |
| Château de la Motte-Feuilly, dépendances, parcs et jardins                           | La Motte-Feuilly                                      | | 46° 32′ 33″ nord, 2° 05′ 11″ est | « PA36000049 » | Inscrit                       | 2020                          | Image manquante Téléverser                                                           |
| Maison d'Archy et moulin d'Archy                                                     | Mouhers                                               | Le Moulin d'Archy Archy                                                                                            | 46° 34′ 57″ nord, 1° 46′ 27″ est | « PA00125361 » | Inscrit                       | 1993                          | Image manquante Téléverser                                                           |
| Église Saint-Pierre de Mouhet                                                        | Mouhet                                                | | 46° 22′ 58″ nord, 1° 26′ 01″ est | « PA00097402 » | Inscrit                       | 1932                          | Église Saint-Pierre de Mouhet                                                        |
| Camp préhistorique de Moulins-sur-Céphons                                            | Moulins-sur-Céphons                                   | Les Chateliers | 47° 00′ 50″ nord, 1° 33′ 45″ est | « PA00097403 » | Inscrit                       | 1982                          | Image manquante Téléverser                                                           |
| Dolmen de La Pierre et cromlech de La Pierre                                         | Moulins-sur-Céphons                                   | | 46° 59′ 53″ nord, 1° 32′ 31″ est | « PA00097404 » | Classé                        | 1900                          | Dolmen de La Pierre et cromlech de La Pierre                                         |
| Église Saint-Pierre de Moulins-sur-Céphons                                           | Moulins-sur-Céphons                                   | | 47° 00′ 36″ nord, 1° 33′ 21″ est | « PA00097405 » | Inscrit                       | 1927                          | Image manquante Téléverser                                                           |
| Motte féodale de Moulins-sur-Céphons                                                 | Moulins-sur-Céphons                                   | Le Bourg | 47° 00′ 37″ nord, 1° 33′ 18″ est | « PA00097406 » | Classé                        | 1978                          | Image manquante Téléverser                                                           |
| Église Saint-Laurent de Neuvy-Pailloux                                               | Neuvy-Pailloux                                        | | 46° 53′ 09″ nord, 1° 51′ 31″ est | « PA00097407 » | Classé                        | 1924 1942                     | Église Saint-Laurent de Neuvy-Pailloux                                               |
| Château de Neuvy-Saint-Sépulchre                                                     | Neuvy-Saint-Sépulchre                                 | | 46° 35′ 37″ nord, 1° 48′ 36″ est | « PA00097408 » | Inscrit                       | 1939                          | Château de Neuvy-Saint-Sépulchre                                                     |
| Église Saint-Étienne de Neuvy-Saint-Sépulchre                                        | Neuvy-Saint-Sépulchre                                 | | 46° 35′ 43″ nord, 1° 48′ 31″ est | « PA00097409 » | Classé                        | 1840                          | Église Saint-Étienne de Neuvy-Saint-Sépulchre                                        |
| Église Saint-Sulpice de Niherne                                                      | Niherne                                               | | 46° 49′ 44″ nord, 1° 33′ 52″ est | « PA00097410 » | Inscrit                       | 1927                          | Église Saint-Sulpice de Niherne                                                      |
| Château de Nohant                                                                    | Nohant-Vic                                            | Nohant | 46° 37′ 31″ nord, 1° 58′ 36″ est | « PA00097411 » | Classé                        | 1952                          | Château de Nohant                                                                    |
| Église Sainte-Anne de Nohant                                                         | Nohant-Vic                                            | Nohant | 46° 37′ 32″ nord, 1° 58′ 32″ est | « PA00097412 » | Classé                        | 1943                          | Église Sainte-Anne de Nohant                                                         |
| Église Saint-Martin de Vic                                                           | Nohant-Vic                                            | Vicq | 46° 38′ 22″ nord, 1° 57′ 38″ est | « PA00097413 » | Classé                        | 1862 1964                     | Église Saint-Martin de Vic                                                           |
| Château de Breuil-Yvain                                                              | Orsennes                                              | | 46° 29′ 04″ nord, 1° 42′ 06″ est | « PA00097414 » | Inscrit                       | 2021                          | Château de Breuil-Yvain                                                              |
| Dolmen du Bois-Plantaire                                                             | Orsennes                                              | | 46° 25′ 50″ nord, 1° 42′ 29″ est | « PA00097376 » | Classé                        | 1914                          | Image manquante Téléverser                                                           |
| Dolmen du Chardy                                                                     | Orsennes                                              | Le Chardy | 46° 26′ 56″ nord, 1° 42′ 57″ est | « PA00097415 » | Classé                        | 1889                          | Dolmen du Chardy                                                                     |
| Église Saint-Martin d'Orsennes                                                       | Orsennes                                              | | 46° 28′ 34″ nord, 1° 41′ 00″ est | « PA00097416 » | Inscrit                       | 1925                          | Image manquante Téléverser                                                           |
| Château de Cors                                                                      | Oulches                                               | | 46° 37′ 53″ nord, 1° 17′ 41″ est | « PA00097417 » | Inscrit                       | 1959                          | Château de Cors                                                                      |
| Maison noble de Montaignon                                                           | Oulches                                               | Montaignon | 46° 36′ 34″ nord, 1° 19′ 16″ est | « PA00097418 » | Inscrit                       | 1972                          | Maison noble de Montaignon                                                           |
| Prieuré Notre-Dame de Longefont                                                      | Oulches                                               | | 46° 38′ 17″ nord, 1° 18′ 45″ est | « PA36000020 » | Inscrit                       | 2007                          | Image manquante Téléverser                                                           |
| Château de Palluau-sur-Indre                                                         | Palluau-sur-Indre                                     | | 46° 56′ 41″ nord, 1° 18′ 41″ est | « PA00097419 » | Classé                        | 1944                          | Château de Palluau-sur-Indre                                                         |
| Église Saint-Laurent de Palluau-sur-Indre                                            | Palluau-sur-Indre                                     | Le Bourg | 46° 56′ 39″ nord, 1° 18′ 42″ est | « PA00097420 » | Classé Inscrit                | 1945 2013                     | Église Saint-Laurent de Palluau-sur-Indre                                            |
| Église Saint-Sulpice de Palluau-sur-Indre                                            | Palluau-sur-Indre                                     | Le Bourg | 46° 56′ 39″ nord, 1° 18′ 43″ est | « PA00097421 » | Classé                        | 2006                          | Église Saint-Sulpice de Palluau-sur-Indre                                            |
| Château de Montgarnaud                                                               | Parnac                                                | | 46° 26′ 16″ nord, 1° 23′ 52″ est | « PA00097422 » | Inscrit                       | 1935                          | Image manquante Téléverser                                                           |
| Dolmen de l'Aire-aux-Martres                                                         | Parnac                                                | | 46° 26′ 29″ nord, 1° 23′ 46″ est | « PA00097423 » | Classé                        | 1889                          | Image manquante Téléverser                                                           |
| Dolmen des Gorces                                                                    | Parnac                                                | La Pierre-Levée | 46° 25′ 50″ nord, 1° 24′ 35″ est | « PA00097424 » | Classé                        | 1889                          | Dolmen des Gorces                                                                    |
| Église de Parnac                                                                     | Parnac                                                | | 46° 27′ 10″ nord, 1° 26′ 30″ est | « PA00097425 » | Inscrit                       | 1925                          | Église de Parnac                                                                     |
| Château de Paudy                                                                     | Paudy                                                 | | 47° 02′ 25″ nord, 1° 55′ 10″ est | « PA00097426 » | Classé                        | 1930                          | Château de Paudy                                                                     |
| Église Saint-Étienne de Paulnay                                                      | Paulnay                                               | | 46° 51′ 01″ nord, 1° 08′ 54″ est | « PA00097427 » | Classé                        | 1910                          | Église Saint-Étienne de Paulnay                                                      |
| Château du Courbat                                                                   | Le Pêchereau                                          | | 46° 34′ 20″ nord, 1° 32′ 49″ est | « PA00097428 » | Inscrit                       | 1976 2024                     | Château du Courbat                                                                   |
| Maison à trois carrés                                                                | Le Pêchereau                                          | La Maison à Trois Quarts 6 rue des Petites-Chaumes                                                                 | 46° 34′ 48″ nord, 1° 32′ 52″ est | « PA36000011 » | Inscrit                       | 2002                          | Image manquante Téléverser                                                           |
| Château du Mée                                                                       | Pellevoisin                                           | | 46° 58′ 24″ nord, 1° 22′ 42″ est | « PA00097429 » | Inscrit                       | 1980                          | Image manquante Téléverser                                                           |
| Gare de Pellevoisin                                                                  | Pellevoisin                                           | | 46° 58′ 56″ nord, 1° 25′ 15″ est | « PA00125362 » | Inscrit                       | 1993                          | Gare de Pellevoisin                                                                  |
| Château du Châtelier                                                                 | Pommiers                                              | | 46° 31′ 37″ nord, 1° 38′ 35″ est | « PA00097430 » | Classé Inscrit                | 1965 2016                     | Château du Châtelier                                                                 |
| Château de Chabenet                                                                  | Le Pont-Chrétien-Chabenet                             | Chabenet | 46° 37′ 30″ nord, 1° 29′ 55″ est | « PA00097431 » | Inscrit                       | 1927                          | Château de Chabenet                                                                  |
| Église Notre-Dame du Pont-Chrétien-Chabenet                                          | Le Pont-Chrétien-Chabenet                             | Pont-Chrétien | 46° 37′ 48″ nord, 1° 28′ 53″ est | « PA00097432 » | Inscrit                       | 1932                          | Église Notre-Dame du Pont-Chrétien-Chabenet                                          |
| Pont couvert du Pont-Chrétien-Chabenet                                               | Le Pont-Chrétien-Chabenet                             | Le Champ Renaud | 46° 37′ 48″ nord, 1° 28′ 34″ est | « PA00097495 » | Classé                        | 1992                          | Pont couvert du Pont-Chrétien-Chabenet                                               |
| Église Saint-Pierre de Pouligny-Saint-Pierre                                         | Pouligny-Saint-Pierre                                 | Le Bourg | 46° 40′ 51″ nord, 1° 02′ 24″ est | « PA00097433 » | Classé Inscrit                | 1908 1998                     | Église Saint-Pierre de Pouligny-Saint-Pierre                                         |
| Château de la Garde-Giron                                                            | Prissac                                               | La Garde Giron | 46° 31′ 49″ nord, 1° 17′ 23″ est | « PA00097434 » | Inscrit                       | 1989                          | Image manquante Téléverser                                                           |
| Commanderie de Prissac                                                               | Prissac                                               | | 46° 32′ 19″ nord, 1° 18′ 54″ est | « PA00097435 » | Inscrit                       | 1927                          | Image manquante Téléverser                                                           |
| Église Saint-Martin de Prissac                                                       | Prissac                                               | | 46° 30′ 36″ nord, 1° 18′ 31″ est | « PA00097436 » | Inscrit                       | 1928                          | Église Saint-Martin de Prissac                                                       |
| Château de la Ferté                                                                  | Reuilly                                               | La Ferté-Gilbert                                                                                                   | 47° 03′ 54″ nord, 2° 02′ 26″ est | « PA00097437 » | Classé                        | 1986                          | Château de la Ferté                                                                  |
| Château de l'Ormeteau                                                                | Reuilly                                               | | 47° 04′ 12″ nord, 1° 58′ 26″ est | « PA00097438 » | Inscrit                       | 1972                          | Château de l'Ormeteau                                                                |
| Église Saint-Denis de Reuilly                                                        | Reuilly                                               | Place de la République                                                                                             | 47° 05′ 05″ nord, 2° 02′ 44″ est | « PA00097439 » | Classé                        | 1939                          | Église Saint-Denis de Reuilly                                                        |
| Maison à pignon                                                                      | Reuilly                                               | Rue de la République                                                                                               | 47° 05′ 06″ nord, 2° 02′ 42″ est | « PA00097440 » | Inscrit                       | 1968                          | Maison à pignon                                                                      |
| Église Saint-Denis de Rivarennes                                                     | Rivarennes                                            | | 46° 38′ 09″ nord, 1° 23′ 08″ est | « PA00097441 » | Inscrit                       | 1927                          | Église Saint-Denis de Rivarennes                                                     |
| Château du Bouchet                                                                   | Rosnay                                                | Le Bouchet | 46° 43′ 07″ nord, 1° 10′ 22″ est | « PA00097442 » | Classé                        | 1955 1960                     | Château du Bouchet                                                                   |
| Église Saint-André de Rosnay                                                         | Rosnay                                                | Le Bourg | 46° 42′ 03″ nord, 1° 12′ 49″ est | « PA00132561 » | Inscrit                       | 1994                          | Église Saint-André de Rosnay                                                         |
| Église de Roussines                                                                  | Roussines                                             | | 46° 28′ 15″ nord, 1° 23′ 26″ est | « PA00097443 » | Classé                        | 1967                          | Église de Roussines                                                                  |
| Prieuré Saint-Martial                                                                | Ruffec                                                | | 46° 37′ 43″ nord, 1° 10′ 22″ est | « PA00097444 » | Classé Inscrit                | 1984                          | Prieuré Saint-Martial                                                                |
| Église Saint-Aignan de Saint-Aigny                                                   | Saint-Aigny                                           | | 46° 38′ 45″ nord, 1° 01′ 33″ est | « PA00097445 » | Inscrit                       | 1932                          | Église Saint-Aignan de Saint-Aigny                                                   |
| Maison des Girards                                                                   | Saint-Aubin                                           | | 46° 51′ 41″ nord, 2° 01′ 40″ est | « PA36000019 » | Inscrit                       | 2006                          | Image manquante Téléverser                                                           |
| Chaussée de l'Étang de La Châtre-Langlin et de Saint-Benoît-du-Sault                 | Saint-Benoît-du-Sault également sur La Châtre-Langlin | RD 1 | 46° 26′ 16″ nord, 1° 23′ 20″ est | « PA36000028 » | Classé                        | 2011                          | Chaussée de l'Étang de La Châtre-Langlin et de Saint-Benoît-du-Sault                 |
| Maison de l'Argentier                                                                | Saint-Benoît-du-Sault                                 | Rue de la Roche | 46° 26′ 24″ nord, 1° 23′ 21″ est | « PA00097447 » | Inscrit                       | 1926                          | Maison de l'Argentier                                                                |
| Prieuré Saint-Benoît                                                                 | Saint-Benoît-du-Sault                                 | Place de l'Église                                                                                                  | 46° 26′ 18″ nord, 1° 23′ 23″ est | « PA00097446 » | Classé                        | 2011                          | Prieuré Saint-Benoît                                                                 |
| Château de Saint-Chartier                                                            | Saint-Chartier                                        | | 46° 38′ 50″ nord, 1° 58′ 36″ est | « PA00097449 » | Classé Inscrit                | 1989                          | Château de Saint-Chartier                                                            |
| Église Saint-Denis de Saint-Denis-de-Jouhet                                          | Saint-Denis-de-Jouhet                                 | | 46° 31′ 52″ nord, 1° 52′ 11″ est | « PA00097450 » | Classé                        | 1920                          | Église Saint-Denis de Saint-Denis-de-Jouhet                                          |
| Église de Sainte-Cécile                                                              | Val-Fouzon (Sainte-Cécile)                            | | 47° 11′ 15″ nord, 1° 40′ 14″ est | « PA00097448 » | Inscrit                       | 1975                          | Image manquante Téléverser                                                           |
| Église Sainte-Lizaigne de Sainte-Lizaigne                                            | Sainte-Lizaigne                                       | | 47° 00′ 30″ nord, 2° 01′ 20″ est | « PA00097455 » | Classé                        | 1970                          | Église Sainte-Lizaigne de Sainte-Lizaigne                                            |
| Château de Sainte-Sévère-sur-Indre                                                   | Sainte-Sévère-sur-Indre                               | | 46° 29′ 08″ nord, 2° 04′ 09″ est | « PA36000036 » | Inscrit                       | 2013                          | Image manquante Téléverser                                                           |
| Croix de Sainte-Sévère-sur-Indre                                                     | Sainte-Sévère-sur-Indre                               | Place du Marché | 46° 29′ 09″ nord, 2° 04′ 13″ est | « PA00097464 » | Inscrit                       | 1936                          | Croix de Sainte-Sévère-sur-Indre                                                     |
| Halle de Sainte-Sévère-sur-Indre                                                     | Sainte-Sévère-sur-Indre                               | Place du Marché | 46° 29′ 15″ nord, 2° 04′ 14″ est | « PA00097465 » | Inscrit                       | 1936                          | Halle de Sainte-Sévère-sur-Indre                                                     |
| Porte du Marché                                                                      | Sainte-Sévère-sur-Indre                               | Place du Marché | 46° 29′ 08″ nord, 2° 04′ 12″ est | « PA00097466 » | Inscrit                       | 1959                          | Porte du Marché                                                                      |
| Église Saint-Gaultier de Saint-Gaultier                                              | Saint-Gaultier                                        | | 46° 38′ 05″ nord, 1° 25′ 22″ est | « PA00097451 » | Classé                        | 1913                          | Église Saint-Gaultier de Saint-Gaultier                                              |
| Église Saint-Genou de Saint-Genou                                                    | Saint-Genou                                           | | 46° 55′ 53″ nord, 1° 20′ 18″ est | « PA00097452 » | Classé                        | 1862                          | Église Saint-Genou de Saint-Genou                                                    |
| Lanterne des Morts d'Estrées                                                         | Saint-Genou                                           | | 46° 55′ 15″ nord, 1° 20′ 26″ est | « PA00097453 » | Classé                        | 1862                          | Lanterne des Morts d'Estrées                                                         |
| Château de Céré                                                                      | Saint-Hilaire-sur-Benaize                             | | 46° 32′ 53″ nord, 1° 04′ 21″ est | « PA00097454 » | Classé Inscrit                | 1923 1988                     | Image manquante Téléverser                                                           |
| Domaine de La Brosse                                                                 | Saint-Lactencin                                       | | 46° 53′ 43″ nord, 1° 27′ 46″ est | « PA36000055 » | Inscrit                       | 2023                          | Image manquante Téléverser                                                           |
| Amphithéâtre gallo-romain                                                            | Saint-Marcel                                          | Les Palais | 46° 36′ 01″ nord, 1° 30′ 54″ est | « PA00097456 » | Classé                        | 1964                          | Amphithéâtre gallo-romain                                                            |
| Argentomagus                                                                         | Saint-Marcel                                          | | 46° 36′ 01″ nord, 1° 30′ 54″ est | « PA00097492 » | Inscrit                       | 1990                          | Argentomagus                                                                         |
| Église Saint-Marcel                                                                  | Saint-Marcel                                          | | 46° 36′ 04″ nord, 1° 30′ 49″ est | « PA00097457 » | Classé                        | 1875                          | Église Saint-Marcel                                                                  |
| Fanum                                                                                | Saint-Marcel                                          | Les Mersans | 46° 36′ 01″ nord, 1° 30′ 54″ est | « PA00097458 » | Classé                        | 1984                          | Image manquante Téléverser                                                           |
| Prieuré de Saint-Marin                                                               | Saint-Marcel                                          | Le Champ du Moulin                                                                                                 | 46° 36′ 33″ nord, 1° 29′ 23″ est | « PA36000012 » | Inscrit                       | 2003                          | Prieuré de Saint-Marin                                                               |
| Théâtre gallo-romain                                                                 | Saint-Marcel                                          | Les Douces | 46° 35′ 55″ nord, 1° 30′ 41″ est | « PA00097460 » | Classé                        | 1970                          | Théâtre gallo-romain                                                                 |
| Vestiges archéologiques                                                              | Saint-Marcel                                          | Les Mersans | 46° 36′ 01″ nord, 1° 30′ 54″ est | « PA00097459 » | Classé                        | 1975                          | Vestiges archéologiques                                                              |
| Vestiges gallo-romains                                                               | Saint-Marcel                                          | Les Mersans | 46° 36′ 01″ nord, 1° 30′ 54″ est | « PA00097461 » | Classé                        | 1976                          | Vestiges gallo-romains                                                               |
| Château de Laleuf                                                                    | Saint-Maur                                            | Laleuf | 46° 46′ 20″ nord, 1° 35′ 24″ est | « PA36000026 » | Inscrit                       | 2009                          | Image manquante Téléverser                                                           |
| Église de Saint-Michel-en-Brenne                                                     | Saint-Michel-en-Brenne                                | | 46° 48′ 30″ nord, 1° 09′ 51″ est | « PA00097462 » | Inscrit                       | 1971                          | Image manquante Téléverser                                                           |
| Pierre à la Marte                                                                    | Saint-Plantaire                                       | | 46° 27′ 26″ nord, 1° 39′ 48″ est | « PA00097463 » | Classé                        | 1862                          | Pierre à la Marte                                                                    |
| Château de Sarzay                                                                    | Sarzay                                                | | 46° 36′ 02″ nord, 1° 54′ 23″ est | « PA00097467 » | Classé                        | 1912                          | Château de Sarzay                                                                    |
| Église Saint-Germain de Sassierges-Saint-Germain                                     | Sassierges-Saint-Germain                              | | 46° 46′ 09″ nord, 1° 53′ 41″ est | « PA00097468 » | Classé                        | 1920                          | Église Saint-Germain de Sassierges-Saint-Germain                                     |
| Monument funéraire romain                                                            | Sauzelles                                             | | 46° 39′ 47″ nord, 1° 00′ 46″ est | « PA00097469 » | Classé                        | 1905                          | Image manquante Téléverser                                                           |
| Abbaye de La Prée                                                                    | Ségry                                                 | | 46° 54′ 25″ nord, 2° 07′ 56″ est | « PA00097470 » | Inscrit                       | 1966                          | Image manquante Téléverser                                                           |
| Église Saint-Martin de Ségry                                                         | Ségry                                                 | Le Bourg | 46° 53′ 32″ nord, 2° 04′ 57″ est | « PA00097471 » | Classé                        | 1927                          | Image manquante Téléverser                                                           |
| Château de Mazières                                                                  | Tendu                                                 | | 46° 38′ 08″ nord, 1° 34′ 42″ est | « PA00097472 » | Inscrit                       | 1988                          | Château de Mazières                                                                  |
| Château de Prunget                                                                   | Tendu                                                 | | 46° 37′ 56″ nord, 1° 34′ 07″ est | « PA00097473 » | Inscrit                       | 1927                          | Château de Prunget                                                                   |
| Église Saint-Martin de Thevet-Saint-Julien                                           | Thevet-Saint-Julien                                   | | 46° 38′ 15″ nord, 2° 04′ 05″ est | « PA00097474 » | Inscrit Classé                | 2019 2024                     | Image manquante Téléverser                                                           |
| Église Notre-Dame de Tilly                                                           | Tilly                                                 | le Bourg | 46° 24′ 24″ nord, 1° 12′ 10″ est | « PA36000027 » | Inscrit                       | 2010                          | Église Notre-Dame de Tilly                                                           |
| Château de Valençay                                                                  | Valençay                                              | | 47° 09′ 27″ nord, 1° 33′ 48″ est | « PA00097475 » | Inscrit Classé Inscrit Classé | 1992 2011 2013 2016           | Château de Valençay                                                                  |
| Gare de Valençay                                                                     | Valençay                                              | | 47° 09′ 47″ nord, 1° 33′ 31″ est | « PA00125363 » | Inscrit                       | 1993                          | Gare de Valençay                                                                     |
| Rendez-vous de chasse de La Garenne                                                  | Valençay                                              | | 47° 09′ 09″ nord, 1° 34′ 06″ est | « PA00097498 » | Inscrit                       | 1992                          | Rendez-vous de chasse de La Garenne                                                  |
| Chapelle de l'Épinat                                                                 | Val-Fouzon (Varennes-sur-Fouzon)                      | | 47° 12′ 19″ nord, 1° 33′ 25″ est | « PA00097476 » | Inscrit                       | 1926                          | Image manquante Téléverser                                                           |
| Moulin de la Grange                                                                  | Val-Fouzon                                            | | 47° 14′ 06″ nord, 1° 40′ 03″ est | « PA36000043 » | Inscrit                       | 2019                          | Image manquante Téléverser                                                           |
| Église Saint-Laurian de Vatan                                                        | Vatan                                                 | | 47° 04′ 29″ nord, 1° 48′ 36″ est | « PA00097477 » | Inscrit                       | 1928 1933                     | Église Saint-Laurian de Vatan                                                        |
| Halles de Vatan                                                                      | Vatan                                                 | | 47° 04′ 16″ nord, 1° 48′ 33″ est | « PA00097478 » | Inscrit                       | 1944                          | Image manquante Téléverser                                                           |
| Château de Beauregard                                                                | Velles                                                | | 46° 42′ 20″ nord, 1° 40′ 16″ est | « PA00097479 » | Inscrit                       | 1933                          | Château de Beauregard                                                                |
| Église Saint-Pierre-et-Saint-Paul de Beauché et chapelle Sainte-Catherine de Beauché | Vendœuvres                                            | Beauché | 46° 48′ 45″ nord, 1° 20′ 44″ est | « PA00097480 » | Inscrit                       | 1968                          | Église Saint-Pierre-et-Saint-Paul de Beauché et chapelle Sainte-Catherine de Beauché |
| Château de la Tour du Breuil                                                         | Veuil                                                 | La Tour-du-Breuil                                                                                                  | 47° 07′ 56″ nord, 1° 32′ 47″ est | « PA36000010 » | Inscrit                       | 2002                          | Image manquante Téléverser                                                           |
| Château de Veuil                                                                     | Veuil                                                 | | 47° 07′ 20″ nord, 1° 31′ 31″ est | « PA00097481 » | Inscrit                       | 1927                          | Château de Veuil                                                                     |
| Église Saint-Pierre de Veuil                                                         | Veuil                                                 | | 47° 07′ 16″ nord, 1° 31′ 33″ est | « PA00097482 » | Inscrit                       | 1927                          | Église Saint-Pierre de Veuil                                                         |
| Château de la Moustière                                                              | Vicq-sur-Nahon                                        | La Moustière | 47° 06′ 00″ nord, 1° 30′ 11″ est | « PA00097483 » | Inscrit Classé                | 2022 2024                     | Image manquante Téléverser                                                           |
| Église Saint-Sébastien de Villedieu-sur-Indre                                        | Villedieu-sur-Indre                                   | Place Jean Jaurès                                                                                                  | 46° 50′ 50″ nord, 1° 32′ 17″ est | « PA00132562 » | Inscrit                       | 1994                          | Église Saint-Sébastien de Villedieu-sur-Indre                                        |
| Château de Villegongis                                                               | Villegongis                                           | | 46° 54′ 53″ nord, 1° 35′ 56″ est | « PA00097484 » | Inscrit Classé                | 1928 1949                     | Château de Villegongis                                                               |
| Chapelle de Saint-Mandé                                                              | Villentrois                                           | | 47° 11′ 38″ nord, 1° 27′ 45″ est | « PA00097485 » | Inscrit                       | 1964                          | Chapelle de Saint-Mandé                                                              |
| Château de Villentrois                                                               | Villentrois                                           | | 47° 11′ 57″ nord, 1° 27′ 45″ est | « PA00097486 » | Inscrit                       | 1925                          | Château de Villentrois                                                               |
| Château de Burlande                                                                  | Villiers                                              | | 46° 51′ 51″ nord, 1° 12′ 25″ est | « PA00097487 » | Inscrit                       | 1968                          | Image manquante Téléverser                                                           |
| Église Saint-Martin de Vineuil                                                       | Vineuil                                               | | 46° 54′ 00″ nord, 1° 38′ 03″ est | « PA00097488 » | Inscrit                       | 1929                          | Image manquante Téléverser                                                           |
| Croix de Saint-Georges                                                               | Vouillon                                              | | 46° 49′ 15″ nord, 1° 55′ 57″ est | « PA00097490 » | Classé                        | 1922                          | Image manquante Téléverser                                                           |
| Église Saint-Saturnin de Vouillon                                                    | Vouillon                                              | | 46° 49′ 18″ nord, 1° 55′ 34″ est | « PA00097489 » | Inscrit                       | 1926                          | Église Saint-Saturnin de Vouillon                                                    |
| Maison Cave du XVe siècle                                                            | Vouillon                                              | Rue des Moineaux Grand' Rue                                                                                        | 46° 49′ 19″ nord, 1° 55′ 30″ est | « PA00097491 » | Inscrit                       | 1930                          | Image manquante Téléverser                                                           |

## Monuments radiés
| Monument | Commune | Adresse        | Coordonnées                      | Notice         | Protection    | Date      | Illustration               |
| -------- | ------- | -------------- | -------------------------------- | -------------- | ------------- | --------- | -------------------------- |
| Maison   | Déols   | 2 rue Voltaire | 46° 49′ 42″ nord, 1° 42′ 07″ est | « PA00097338 » | Inscrit Radié | 1949 2013 | Image manquante Téléverser |